# Europaparlamentsvalet i Danmark 1999
Europaparlamentsvalet i Danmark 1999 ägde rum torsdagen den 10 juni 1999. Drygt fyra miljoner personer var röstberättigade i valet om de sexton mandat som Danmark hade tilldelats innan valet. I valet tillämpade landet ett valsystem med partilistor och d’Hondts metod, utan någon spärr för småpartier. d’Hondts metod användes dock på valalliansbasis, det vill säga mandaten fördelades först mellan valallianserna och därefter mellan partierna inom varje allians. I valet ställde bland annat Konservative Folkeparti, Centrum-Demokraterne och Venstre respektive Junibevægelsen mod Union och Folkebevægelsen mod EU upp som valallianser.
Valets största vinnare var Venstre, som behöll positionen som största danska parti i Europaparlamentet och samtidigt ökade med över fyra procentenheter. Det gav partiet ytterligare ett mandat. Även Socialdemokraterne och Junibevægelsen mod Union ökade något, vilket gav ett nytt mandat för Junibevægelsen mod Union. Valets förlorare var Konservative Folkeparti och Folkebevægelsen mod EU. Konservative Folkeparti, ett av förra valets största partier, backade med nästan tio procentenheter och förlorade två av sina tre mandat. Folkebevægelsen mod EU tappade samtidigt tre procentenheter och ett mandat. Samtidigt vann det högerpopulistiska Dansk Folkeparti sitt första mandat i Europaparlamentet. Förändringarna för Radikale Venstre och Socialistisk Folkeparti var små och båda partierna kunde behålla sina mandat. I övrigt lyckades inget parti erhålla tillräckligt med röster för att vinna mandat.
Valdeltagandet uppgick till 50,46 procent, en minskning med 2,46 procentenheter. Det innebar således ett lågt valdeltagande för att vara ett danskt val, men över snittet för valdeltagandet i hela unionen.

## Valresultat
|                                                                                                  |         |  |           |        |
|                                                                                                  | Andel   |  | Antal     | Mandat |
| Venstre                                                                                          | 23,39 % |  | 460 834   | 5      |
| Venstre                                                                                          | +4,43 % |  | +66 472   | +1     |
| Socialdemokraterne                                                                               | 16,46 % |  | 324 256   | 3      |
| Socialdemokraterne                                                                               | +0,63 % |  | –4 946    | ±0     |
| Junibevægelsen mod Union                                                                         | 16,11 % |  | 317 508   | 3      |
| Junibevægelsen mod Union                                                                         | +0,88 % |  | +821      | +1     |
| Radikale Venstre                                                                                 | 9,14 %  |  | 180 089   | 1      |
| Radikale Venstre                                                                                 | +0,66 % |  | +3 609    | ±0     |
| Konservative Folkeparti                                                                          | 8,47 %  |  | 166 884   | 1      |
| Konservative Folkeparti                                                                          | –9,27 % |  | –202 006  | –2     |
| Folkebevægelsen mod EU                                                                           | 7,29 %  |  | 143 709   | 1      |
| Folkebevægelsen mod EU                                                                           | –3,03 % |  | –71 026   | –1     |
| Socialistisk Folkeparti                                                                          | 7,11 %  |  | 140 053   | 1      |
| Socialistisk Folkeparti                                                                          | –1,47 % |  | –38 490   | ±0     |
| Dansk Folkeparti                                                                                 | 5,83 %  |  | 114 865   | 1      |
| Dansk Folkeparti                                                                                 | +5,83 % |  | +114 865  | +1     |
| Övriga partier och kandidater                                                                    | 6,20 %  |  | 122 078   | 0      |
| Övriga partier och kandidater                                                                    | +1,34 % |  | +21 040   | ±0     |
| Ogiltiga och blanka röster                                                                       | 2,62 %  |  | 53 030    | 0      |
| Ogiltiga och blanka röster                                                                       | +1,02 % |  | +19 187   | ±0     |
| Valdeltagande                                                                                    | 50,46 % |  | 2 023 306 | 16     |
| Valdeltagande                                                                                    | –2,46 % |  | –90 474   | ±0     |
| Antal röstberättigade 4 009 594 01 EPP-ED 03 PES 06 ELDR 00 G/EFA 01 GUE/NGL 01 UEN 04 EDD 00 NI |         |  |           |        |